# Procedura standardizzata per la valutazione dei rischi

## Procedura Standardizzata per la valutazione dei rischi
Ai sensi dell'articolo 6, comma 8, lettera f) e dell'art. 29, comma 5 del D.Lgs. 81/2008 e s.m.i., le aziende fino a 10 dipendenti e, sotto specifiche condizioni, fino a 50 dipendenti, redigono il documento di Valutazione dei Rischi secondo le "Procedure Standardizzate", pubblicate dal Decreto Interministeriale del 30/11/2012.

### Scopo
Come riportato nell'allegato del D.I., "scopo della procedura standardizzata è quello di indicare il modello di riferimento sulla base del quale effettuare la valutazione dei rischi e il suo aggiornamento, al fine di individuare le adeguate misure di prevenzione e di protezione ed elaborare il programma delle misure atte a garantire il miglioramento nel tempo dei livelli di salute e sicurezza.".

### Campo di applicazione
La procedura si applica alle imprese che occupano fino a 10 lavoratori (art. 29 comma 5, D.Lgs. 81/08 s.m.i.), ma può essere utilizzata anche dalle imprese fino a 50 lavoratori (art.29 comma 6 del D.Lgs. 81/08 s.m.i., con i limiti di cui al comma 7).
Aziende fino a 10 lavoratori (art. 29 comma 5)
Sono escluse da tale disposizione le aziende che per particolare condizione di rischio o dimensione sono chiamate ad
effettuare la valutazione dei rischi, ai sensi dell'art.28,  le aziende di cui all'articolo 31, comma 6, lettere:
1. a) aziende industriali a rischio rilevante di cui all'articolo 2 del decreto legislativo 17 agosto 1999, n. 334, e successive modificazioni;
2. b) centrali termoelettriche;
3. c) impianti ed installazioni nucleari di cui agli articoli 7, 28 e 33 del decreto legislativo17 marzo 1995, n. 230, e successive modificazioni;
4. d) aziende per la fabbricazione ed il deposito separato di esplosivi, polveri e munizioni.

Aziende fino a 50 lavoratori (art.29 comma 6)
Tali aziende, in caso di non utilizzo di tale opportunità, devono procedere alla redazione del documento di valutazione dei rischi, ai sensi dell'art.28.
Sono escluse da tale disposizione le aziende che per particolare condizione di rischio o dimensione sono chiamate ad effettuare la valutazione dei rischi, ai sensi dell'art.28:
1. - aziende di cui all'articolo 31, comma 6, lettere a, b, c, d) (indicate sopra);
2. - aziende in cui si svolgono attività che espongono i lavoratori a rischi chimici, biologici, da atmosfere esplosive, cancerogeni, mutageni, connessi alla esposizione all'amianto (art.29 comma7).

### Attuazione
Le Procedure individuano un percorso univoco, articolato in quattro "passi", per l'effettuazione della valutazione dei rischi e forniscono la modulistica necessaria a registrarne sistematicamente i risultati.
I quattro passi richiedono al datore di lavoro di:
1. -descrivere l'azienda o unità produttiva e le sue attività;
2. - individuare i pericoli cui siano esposti i lavoratori nell'esecuzione delle loro mansioni;
3. - individuare aree lavorative in associazione alle mansioni svolte e registrare per ciascune di esse, con la combinazione ritenuta più opportuna per efficacia e semplicità, riportare i rischi valutati sulla base dei pericoli individuati nel passo precedente e le misure di prevenzione e protezione attuate;
4. - identificare le misure da attuare, relative tempistiche e responsabili, per assicurare il miglioramento nel tempo delle condizioni di salute e sicurezza sul lavoro.

### Modulistica
La modulistica allegata al Decreto ha una struttura estremamente semplificata, ma idonea a raccogliere e presentare in modo completo ed efficace i risultati di quanto elaborato in sede di valutazione.
I primi moduli (1.1 e 1.2) descrivono l'azienda e le fasi del ciclo lavorativo/produttivo.

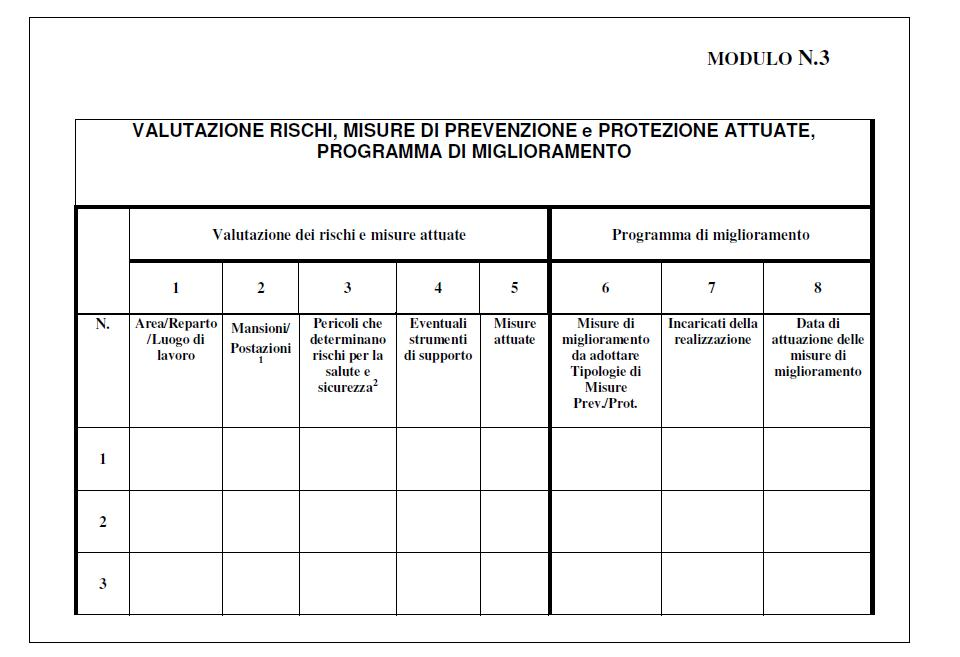

Nel modulo 2 compare una elencazione dei pericoli e per ciascuno di essi associa riferimenti legislativi e esempi di criticità Il datore di lavoro compila il modulo semplicemente selezionando l'opzione "pericolo presente" o "pericolo non presente". L'elenco non è ritenuto esaustivo e, nella parte finale, lascia libero il datore di lavoro di indicare pericoli per i quali la legislazione vigente non abbia previsioni specifiche.
Il modulo 3 costituisce la parte documentale centrale della procedura. Nelle colonne sono indicati tutti gli elementi dedotti dalla valutazione di tutti i rischi relativi a ciascuna postazione e mansione, le relative misure di prevenzione e protezione in atto e quelle di miglioramento in programma.
Nel modulo 3 è introdotta una colonna nella quale il datore di lavoro dovrà indicare gli "strumenti di supporto" utilizzati per la valutazione. Tali strumenti di supporto potranno essere non solo riferimenti a punti specifici della legislazione, cui attenersi per valutare e per attuare le misure, ma anche procedure e requisiti dedotti da linee guida, norme nazionali o internazionali o redatte da organismi privati che abbiano dimostrato efficacia nel gestire il particolare rischio.
Completano il testo istruzioni operative dettagliate per ciascuno del "passi".
In definitiva la Procedura costituisce uno strumento essenzialmente esecutivo, non fissa metodologie per l'esecuzione della valutazione di un singolo rischio che lascia alla responsabilità del datore di lavoro.